# Joannes Marie Alexander van Groenendael
Joannes Marie Alexander (Jan) van Groenendael (Zwolle, 16 februari 1896 – Doorwerth, 28 december 1980) was arts en amateur-entomoloog.
Van Groenendael heeft een grote verzameling Palaearctische en vooral Indonesische vlinders bijeengebracht, die in 1979 werd geschonken aan het Zoölogisch Museum in Amsterdam en zich vanaf 2010 in de collectie van Naturalis bevindt.

## Opleiding
Van Groenendael was een zoon van architect Hubert van Groenendael. Hij ging naar het gymnasium in 's-Hertogenbosch en deed zijn examen tijdens zijn militaire dienst als reserve-officier bij de landmacht.
Al op het gymnasium werd zijn belangstelling voor vlinders gewekt.
In 1919 begon hij aan zijn medicijnenstudie in Utrecht, in 1923 deed hij zijn doctoraal en 1925 deed hij zijn artsexamen. Van 1927 tot 1931 was hij arts in Boxtel. In 1931 trouwde hij met Adriana Hendrika Krijger, eveneens arts, en kort daarop vertrok het echtpaar naar Indonesië, waar Van Groenendael hadji-arts werd.

## Arts in Indonesië
Eind 1931 vestigde het echtpaar zich in Sukabumi op West-Java, waar zij een artsenpraktijk begonnen, tot Van Groenendael werd gemobiliseerd als reserve-officier van gezondheid bij het KNIL.
Van Groenendael was van 1942 tot 1945 als Japans krijgsgevangene te werk gesteld aan de Birma-spoorweg. Daarna werkte hij korte tijd als arts in Bangkok, tot hij in 1946 garnizoensarts werd in Bandung. Na een kort verlof naar Nederland in 1948 werd hij in 1949 weer uitgezonden naar Indonesië. Van 1950 tot 1954 werkten hij en zijn echtgenote op Flores. In 1954 vertrok het echtpaar vanwege de onzekere politieke situatie naar Nederland.

## Amateur-entomoloog
Al op de middelbare school was Van Groenendael geïnteresseerd geraakt in vlinders en verzamelde hij al in Frankrijk.
In 1930 werd hij lid van de Nederlandse Entomologische Vereniging.
Bij zijn vertrek naar Indonesië bracht hij zijn verzameling, deels aangekocht bij de firma Otto Bang-Haas in Dresden, van vooral Papilionidae en Pieridae uit Centraal Azië onder bij het Zoölogisch Museum in Amsterdam.
In Sukabumi had Van Groenendael een aantal verzamelaars in dienst die in de omgeving vlinders voor hem verzamelde. Ook de entomoloog en verzamelaar mr. J.P.A. Kalis (1899-1949) verzamelde voor een vaste vergoeding per maand vlinders voor Van Groenendael op Celebes, Salayar, Bali en Oost-Java. Van Groenendael kocht ook een collectie aan van vlinders uit Assam en Nieuw Guinea. Zijn vrouw Adri was inmiddels ook betrokken geraakt bij het verzamelen.
Toen de oorlog uitbrak bleef zijn verzameling achter in Sukabumi en werd deze gered door een vriend van Van Groenendael, de dierenarts Frits Waworoentoe, die hoofd was van 's Lands Plantentuin te Buitenzorg in Bogor.
In de daaropvolgende periode op Flores, van 1950 tot 1954, verzamelde het echtpaar een grote collectie Lepidoptera. Ook werden hier nachtvlinders verzameld.
Na terugkeer in Nederland in 1954 werkte Van Groenendael verder aan zijn verzameling. Het grootste deel van de 300.000 opgezette vlinders heeft hij zelf geprepareerd. De totale collectie bestond uit zo'n 800.000 specimens.

## Nalatenschap

### Van Groenendael-Krijger Stichting
In april 1979 heeft het echtpaar de Van Groenendael-Krijger Stichting opgericht, met als doel de collectie in stand te houden en de verzameling verder te bewerken. De stichting financiert het verdere onderzoek en bewerking van de collectie. De collectie in papillotten geborgen (gevouwen) specimens wordt in Naturalis herpakt, gedetermineerd en geregistreerd. Bij het determineren wordt ook gebruik gemaakt van automatische beeldherkenning met behulp van Artificial Intelligence (AI).

### Collectie
In 1979 schonk het echtpaar de collectie van zo'n 800.000 vlinders aan het Zoölogisch Museum in Amsterdam.
In dat jaar werd een penning met de tekst "Natura peperit scientiam" uitgereikt aan het echtpaar Van Groenendael als erkenning van het belang voor de wetenschap op het gebied van het onderzoek naar vlinders.

### Actias maenas groenendaeli
De soort Actias maenas groenendaeli is vernoemd naar het echtpaar.
Op 28 december 1980 overleed Jan van Groenendael in Doorwerth.